# Baeckea pulchella
Baeckea pulchella är en myrtenväxtart som beskrevs av Allan Cunningham och Dc.. Baeckea pulchella ingår i släktet Baeckea och familjen myrtenväxter.
Artens utbredningsområde är Western Australia. Inga underarter finns listade i Catalogue of Life.